# Aleksey Chekunkov
Aleksey Chekunkov (tiếng Nga: Алексей Олегович Чекунков; sinh ngày 3 tháng 10 năm 1980) là một chính khách người Nga gốc Belarus. Ông là Bộ trưởng Phát triển Viễn Đông và Bắc Cực Nga từ ngày 10 tháng 11 năm 2020, đồng thời cũng là tổng giám đốc của quỹ Phát triển Viễn Đông và Bắc Cực kể từ ngày 25 tháng 9 năm 2014.

## Tiểu sử
Aleksey Chekunkov sinh ngày 3 tháng 10 năm 1980 ở Minsk, Belarus. Ông tốt nghiệp Khoa Quan hệ Quốc tế của Học viện Quan hệ Quốc tế thuộc Bộ Ngoại giao và có bằng thạc sĩ Quản lý Nhà nước và Đô thị tại Đại học Liên bang Viễn Đông.

## Sự nghiệp
Từ năm 2001 đến năm 2011, Chekunkov làm việc ở các vị trí điều hành trong các công ty cổ phần tư nhân ở Nga. Ông quản lý các dự án lớn của các tổ chức tài chính quốc tế và Nga, bao gồm cả ở Viễn Đông.
Từ năm 2011 đến năm 2013, ông tham gia thành lập và giữ chức vụ giám đốc, thành viên Hội đồng quản lý và thành viên Ủy ban đầu tư của Quỹ đầu tư trực tiếp Nga. Ông chịu trách nhiệm đầu tư vào lĩnh vực chăm sóc sức khỏe, bảo tồn năng lượng, tài nguyên, cũng như thành lập Quỹ đầu tư Nga-Trung khi hợp tác với Tổng công ty Đầu tư Trung Quốc (CIC).
Đến ngày 25 tháng 9 năm 2014, Chekunkov trở thành tổng giám đốc của Quỹ Phát triển Viễn Đông và Bắc Cực. Vào ngày 10 tháng 11 năm 2020, Chekunkov được bổ nhiệm giữ chức vụ Bộ trưởng Bộ Phát triển Viễn Đông và Bắc Cực Nga. Ông là thành viên của Ủy ban Chính phủ về Phát triển Kinh tế và Xã hội Viễn Đông và Ủy ban Nhà nước về Phát triển Bắc Cực.